# Tăng Tuyết Minh
Tăng Tuyết Minh (čínsky v českém přepisu Ceng Süe-ming, pchin-jinem Zēng Xuěmíng, znaky tradiční 曾雪明, říjen 1905 – 14. listopadu 1991) byla manželka vietnamského komunistického vůdce Ho Či Mina.
V letech 1925 se seznámili v čínském Kantonu a o rok později se vzali. Ačkoliv Ho Či Min kvůli svým politickým aktivitám hodně cestoval, udržovali kontakt. Když však v roce 1931 Ho Či Mina v Hongkongu zatkli Britové, zůstali již navždy odloučeni. Když se Ho Či Min stal roku 1954 vůdcem Vietnamské demokratické republiky, Tăng Tuyết Minh se Ho Či Mina pokusila zkontaktovat, avšak neúspěšně. Existence Ho Či Minovy manželky byla držena v tajnosti a o její existenci nevěděla dokonce ani vietnamská vláda.

## Biografie
Tăng Tuyết se narodila v Kantonu do čínské katolické rodiny v říjnu 1905. Pocházela z deseti dětí, přičemž byla nejmladší z celkem sedmi dcer. Její matka se jmenovala Liang Sü-sien (čínsky 梁续弦), otec byl obchodník z Mei v Kuang-tungu a zemřel v roce 1915. Protože Tăng Tuyết byla nemanželská, po smrti svého otce musela odejít z domu. V Kantonu se stala porodní asistentkou, ve dvaceti letech, roku 1925, promovala.
Vietnam byl v té době součástí Francouzské Indočíny, kde Francouzi pronásledovali nacionalistické a komunistické aktivisty. Ho Či Min do Kantonu dorazil v listopadu 1924 na lodi ze sovětského Vladivostoku. Zde vystupoval jako čínský občan pod jménem Lý Thụy a pracoval jako překladatel pro agenta Kominterny Michaila Borodina. V květnu 1925 se podílel na založení Revoluční mládežnické ligy Vietnamu (Thanh Niên); tato skupina byla předchůdcem dnešní Komunistické strany Vietnamu.
V roce 1925 byla Tăng Tuyết seznámena s Ho Či Minem Lam Duc Thụem, dalším předákem Revoluční mládežnické ligy Vietnamu. Ho Či Min později Tăng Tuyết dal rubínový zásnubní prsten. Když Ho Či Minovi spolupracovníci proti zamýšlenému sňatku protestovali, Ho jim odpověděl:
| „           | Ožením se nehledě na váš odpor, protože potřebuji ženu, která by mě naučila jazyk a starala se o domácnost. | “ |
| — Ho Či Min | |   |

Svatba se konala 18. října 1926 a svědky na svatbě byli Thái Suong a Deng Čing-chao, manželka pozdějšího čínského premiéra Čou En-laje; Tăng Tuyết bylo 21 a Ho Či Min byl o 15 let starší. Svatba se udála v budově, kde se před tím vzali Čou En-laj a Deng Čing-chao. Po svatbě Ho Či Min a Tăng Tuyết Minh žili v Borodinově rezidenci. Později v roce 1926, když se Ho Či Min dozvěděl, že Tăng Tuyết čeká jejich společné dítě, byl velmi potěšen. Nicméně Min na radu své matky trvala na interrupci, neboť ta se obávala, že Ho by mohl Min donutit k opuštění Číny.
V dubnu 1927, kdy se pučem v Číně chopil moci protikomunistický generál Čankajšek, Ho Či Min z Kantonu odjel a vrátil se do Moskvy. Poté cestoval po různých zemích, až v červenci 1928 přijel do Bangkoku. Ho na Tăng Tuyết nezapomněl a po příjezdu napsal jí dopis:
| „           | Ačkoliv jsme byli odděleni téměř rok, naše city k tomu druhému nemusí být vyřčeny, abychom je cítili. | “ |
| — Ho Či Min | |   |

Tento dopis však Min nedostala, neboť byl zachycen francouzskou policií. Min, ačkoliv se o politiku nezajímala, byla od července 1927 do června 1929 vedena jako členka Revoluční mládežnické ligy Vietnamu. Podle jednoho záznamu Tăng Tuyết navštívila Ho Či Mina v Hongkongu v zimě na přelomu let 1929–1930. V květnu 1930 Ho Či Min Tăng Tuyết odeslal dopis, v němž jí žádal o schůzku v Šanghaji, ale její nadřízený dopis zatajil a Min jej nedostala včas. Ho Či Min byl v červnu 1931 zatčen v Hongkongu britskou policií. Min přišla k jeho výslechu u soudu, on o tom nevěděl a to bylo naposledy, kdy ho viděla. Aby Britové nemuseli Ho Či Mina vydat Francouzům, kteří požádali o jeho vydání na francouzské území, Britové roku 1932 prohlásili, že Ho Či Min je mrtvý a později ho propustili.
V květnu 1950 Tăng Tuyết Minh viděla Ho Či Minovu fotografii v novinách a poslala zprávu velvyslanci Viet Minhu v Pekingu. Zpráva však zůstala bez odpovědi. Roku 1954 to zkusila znovu, ale ani tentokrát jí nepřišla odpověď. Zástupci čínské vlády Min řekli, aby se přestala pokoušet Ho Či Mina kontaktovat a slíbili, že se o to postarají za ni. Z druhé strany, Ho Či Min v roce 1967 požádal severovietnamského konzula v Kantonu, aby se Tăng Tuyết pokusil vyhledat, ale hledání bylo bezúspěšné. V té době kolem osoby Ho Či Mina byl vytvořen kult osobnosti a severovietnamská vláda investovala do Ho Či Minova image celibátu, který symbolizoval celkové oddání se revoluci. Ho Či Min zemřel roku 1969. Tăng Tuyết Minh zůstala profesí porodní bábou až odchodu do důchodu v roce 1977; zemřela 14. listopadu 1991 ve věku 86 let.
Tvrzení, že Ho Či Min a Tăng Tuyết Minh byli manželé, se poprvé objevilo v knize čínského autora Chuanga Čenga v roce 1987. Informace však zůstala nepovšimnuta, dokud nebyla kniha přeložena do vietnamštiny v roce 1990. Redaktor novin, který příběh zveřejnil, byl posléze v roce 1991 z redakce propuštěn. V roce 1990 objevil francouzský spisovatel Daniel Hémery Ho Či Minovy dopisy adresované Min ve francouzském koloniálním archivu Centre des Archives d’Outre-Mer. V roce 2002 byla recenze Ho Či Minovy biografie Williama Duikera, kde byl do detailů odhalen vztah vietnamského vůdce a Tăng Tuyết Minh, ve Vietnamu zakázána.